# 돌로레스이달고

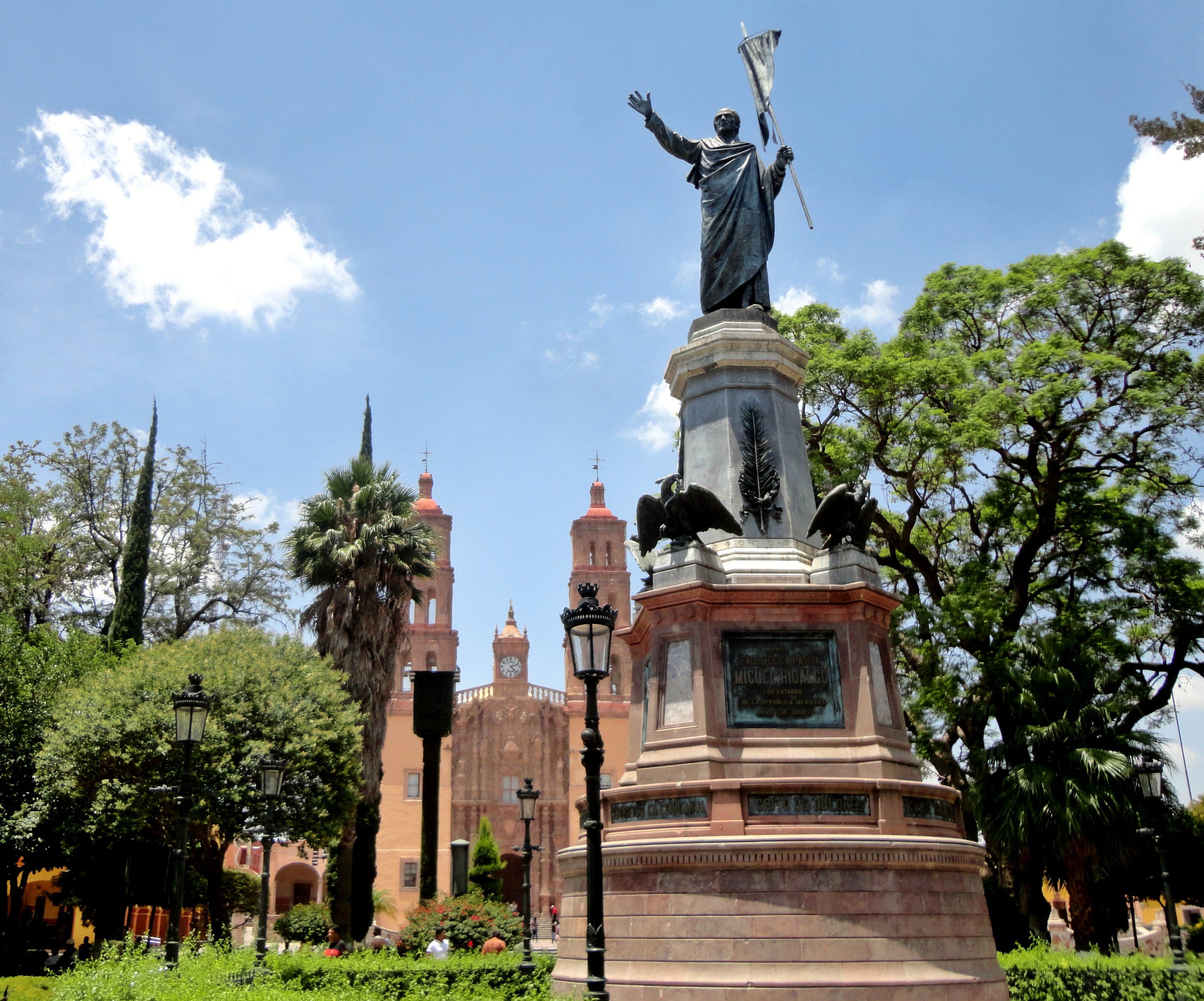
돌로레스이달고

돌로레스이달고(스페인어: Dolores Hidalgo)는 멕시코 과나후아토주에 위치한 도시로 면적은 1,590km2, 높이는 1,980m, 인구는 134,641명(2005년 기준)이다. 정식 명칭은 돌로레스이달고쿠나데라인데펜덴시아나시오날(Dolores Hidalgo Cuna de la Independencia Nacional)인데 이는 스페인어로 "국가 독립의 요람인 돌로레스이달고"를 뜻한다.